# فينتشينزو ياكوينتا
فينشينسو ياكوينتا (Vincenzo Iaquinta)، (مقاطعة كروتوني، 21 نوفمبر 1979)، لاعب كرة قدم إيطالي.
بدأ مسيرته الكروية مع نادي ريدجولو في موسم 1996/1997، ولعب معهم 30 مباراة وسجل 8 أهداف، وفي عام 1998 انتقل إلى نادي بادوفا، ولعب معهم 13 مباراة وسجل 3 أهداف، وفي عام 1998 انتقل إلى نادي كاستيل دي سانغرو، ولعب معهم حتى عام 2000، وشارك معهم في 52 مباراة وسجل 8 أهداف، ومنذ عام 2000 وهو يلعب مع نادي أودينيزي حتـى نهاية موسم 2006-2007 حيث انتقل إلى نادي اليوفنتوس وهو يلعب معهم حتى الآن,
و قد بدأ باللعب مع منتخب إيطاليا لكرة القدم في عام 2005.سجل أضعف أرقام لمهاجم في تاريخ أوروبا للمحترفين في المباريات الرسمس ليكون صاحب الرقم الجديد، اعتمد عليه ليبي في كأس العالم الأخيرة 2010 بدلاً عن أسطورة روما توتي وكاسانو وميكولي ففشل فشل مخيف في ثلاث لقاءات. 

## الحياة الشخصية
ياكوينتا ولد في يوم 21 نوفمبر 1979 في كروتونى، والده جوسيبى رجل أعمال ووالدته ربة منزل ،لدية اخت التي قابلها أول مرة في مطعم الطريق السريع ولديهم صبيان:(ادواردو_جوسيبى)

## روابط خارجية
- فينتشينزو ياكوينتا على موقع الاتحاد الدولي (مؤرشف)  (الإنجليزية)
- فينتشينزو ياكوينتا على موقع الاتحاد الأوربي (الإنجليزية)
- فينتشينزو ياكوينتا على موقع قاعدة بيانات كرة القدم.إي يو (الإنجليزية)
- فينتشينزو ياكوينتا على موقع ليكيب (الفرنسية)
- فينتشينزو ياكوينتا على موقع ناشيونال فوتبول تيمز (الإنجليزية)
- فينتشينزو ياكوينتا على موقع Soccerway.com (الإنجليزية)
- فينتشينزو ياكوينتا على موقع عالم كرة القدم.نت (الإنجليزية)